# 鄧萬斛
鄧萬斛（1469年—？年），字汝庸，四川敘州府富順縣人，明朝政治人物。

## 生平
四川鄉試第五十九名舉人。弘治九年（1496年）中式丙辰科三甲第一百三十三名。历官诸城、宁乡、迁安知县。迁大理寺评事，因忤刘瑾，谪徽州府教授。有《止所集》传世。

## 家族
曾祖鄧明，刑部主事；祖父鄧志興；父鄧恭，母趙氏。